# Christel Aschmoneit-Lücke
Christel Aschmoneit-Lücke (* 21. Dezember 1944 in Bismark) ist eine deutsche Politikerin der FDP.

## Leben und Beruf
Nach dem Abitur studierte Aschmoneit-Lücke, die evangelischen Glaubens ist, zunächst Englisch und Französisch, später Rechtswissenschaften. 1976 ließ sie sich als Rechtsanwältin nieder, 1987 wurde sie in Kiel auch als Notarin zugelassen. Seit 2004 gehört sie dem Stiftungsrat der Innovationsstiftung Schleswig-Holstein an. Außerdem ist sie Gründungsmitglied des Trägervereins des Kieler Hospizes. Am 13. April 2006 wurde sie auf Vorschlag des Landtagspräsidenten von Schleswig-Holstein, Martin Kayenburg mit dem Verdienstkreuz am Bande des Bundesverdienstkreuzes ausgezeichnet. Als Oberleutnant auf Zeit nahm sie zudem an einer Informationswehrübung der Marine teil.

## Partei
Aschmoneit-Lücke trat 1985 der FDP bei. Von 1991 bis 2001 war sie Kreisvorsitzende in Kiel, nachdem sie bereits seit 1987 dem Kreisvorstand angehört hatte. Zeitweise war sie auch Vorsitzende des Landesfachausschusses für Gleichstellungspolitik der FDP Schleswig-Holstein und Mitglied des Vorstandes der Bundesvereinigung Liberale Frauen.

## Abgeordnete
Von 1990 bis 1994 gehörte Aschmoneit-Lücke der Ratsversammlung der Stadt Kiel an und war dort bis 1993 Vorsitzende der FDP-Fraktion. Von 1992 bis 2005 war sie Landtagsabgeordnete in Schleswig-Holstein. Schwerpunkte ihrer Arbeit dort waren die Energiepolitik sowie die Gesundheits- und Sozialpolitik.